# Joe Trippi
Joe Trippi, né le 10 juin 1956, est un stratège politique américain démocrate et consultant en nouvelles technologies. 

## Biographie
Joe Trippi a été membre d'équipes de campagne à de multiples élections américaines, notamment des campagnes présidentielles et des primaires du Parti démocrate pour divers candidats démocrates tels qu'Edward Kennedy, Walter Mondale, Gary Hart, Dick Gephardt, Jerry Brown, Howard Dean et John Edwards.
Joe Trippi s'est fait connaître aux États-Unis et dans le monde entier en tant que directeur de campagne d'Howard Dean lors de l'élection primaire du Parti démocrate pour l'élection présidentielle américaine de 2004. Il a été un des premiers stratège et communicant politiques à utiliser Internet comme moyen de fédérer des militants et sympathisants autour d'un candidat, et de lever des fonds pour financer la campagne. La mobilisation suscitée par la campagne web a réussi à propulser Howard Dean, gouverneur du Vermont peu connu des électeurs américains, au rang de favori pour l'investiture démocrate devant John Kerry et John Edwards notamment. Il a cependant été victime d'attaques conjuguées des autres candidats lors des débats d'avant-vote et a perdu la primaire face à John Kerry.
En 2008, il participé à la campagne de John Edwards lors de la primaire démocrate, tentant de réitérer la mobilisation en ligne qu'il avait initiée en 2004.